# Tour of Europe
Die Tour of Europe war eine Konzerttournee des britischen Komponisten und Multiinstrumentalisten Mike Oldfield. Sie war nach vier Alben die erste Konzertreise in Oldfields Karriere. Auf dieser Tour stellte er sein damals aktuelles Album Incantations (1978) vor und spielte auch die beiden Teile aus seinem Debütalbum Tubular Bells (1973).

## Hintergrund
Da Mike Oldfield sehr öffentlichkeitsscheu war, unterzog er sich in der Zeit, in der er Incantations aufnahm, einer Psychotherapie namens „Exegesis“. Die Therapie war so erfolgreich, dass Oldfield von nun an für Interviews mit der Presse zur Verfügung stand und sich zugleich bereit erklärte, zum ersten Mal in seiner Musikkarriere auf Tournee zu gehen. Bis dato hatte er mit der Livepremiere von Tubular Bells am 25. Juni 1973 in der Londoner Queen Elizabeth Hall lediglich ein einziges Konzert gegeben.
Die Tour of Europe startete am 31. März 1979 in Barcelona und endete am 7. Mai des gleichen Jahres in Manchester. Sie umfasste insgesamt 26 Shows in Großbritannien und auf dem europäischen Kontinent. Unterstützt wurde er bei den Konzerten durch eine Folk-Rock-Band, ein Orchester und einen Chor. Die Tour war ein voller Erfolg bei Zuschauern und Kritikern, endete jedoch in einem finanziellen Desaster. Vor allem aufgrund der Kosten für die zahlreichen Begleitmusiker und Chorsängerinnen verursachte die Tour einen Nettoverlust von ca. 200.000 Pfund. Die Schulden beglich Oldfield durch die Tantiemen seines 1979 erschienenen Live-Albums Exposed, das während dieser Tournee aufgenommen wurde.

## Setlist

### Beispiel-Setlist
- Incantations, Part One
- Incantations, Part Two
- Incantations, Part Three
- Incantations, Part Four
- Tubular Bells, Part One
- Guilty
- Tubular Bells, Part Two
- The Sailor’s Hornpipe
- Guilty (reprise)

## Tourdaten
| Nr. | Datum          | Stadt             | Land        | Veranstaltungsort                | Anmerkungen |
| --- | -------------- | ----------------- | ----------- | -------------------------------- | ----------- |
| 1   | 31. März 1979  | Barcelona         | Spanien     | Palau Municipal d’Esports        | 2 shows     |
| 2   | 31. März 1979  | Barcelona         | Spanien     | Palau Municipal d’Esports        | 2 shows     |
| 3   | 1. April 1979  | Barcelona         | Spanien     | Palau Municipal d’Esports        |             |
| 4   | 2. April 1979  | Madrid            | Spanien     | Pabellón de la Ciudad Deportiva  | 2 shows     |
| 5   | 2. April 1979  | Madrid            | Spanien     | Pabellón de la Ciudad Deportiva  | 2 shows     |
| 6   | 4. April 1979  | Nogent-sur-Marne  | Frankreich  | Pavillon Baltard                 |             |
| 7   | 5. April 1979  | Düsseldorf        | Deutschland | Philipshalle                     |             |
| 8   | 7. April 1979  | Berlin            | Deutschland | Eissporthalle an der Jafféstraße |             |
| 9   | 9. April 1979  | Brüssel           | Belgien     | Forest National                  |             |
| 10  | 10. April 1979 | Den Haag          | Niederlande | Congresgebouw                    |             |
| 11  | 12. April 1979 | Frederiksberg     | Danemark    | Falkoner Teatret                 |             |
| 12  | 14. April 1979 | Bremen            | Deutschland | Stadthalle                       |             |
| 13  | 15. April 1979 | Hamburg           | Deutschland | CCH                              |             |
| 14  | 17. April 1979 | München           | Deutschland | Saal des Deutschen Museums       |             |
| 15  | 18. April 1979 | Frankfurt am Main | Deutschland | Jahrhunderthalle Hoechst         |             |
| 16  | 21. April 1979 | London            | England     | Royal Festival Hall              | 2 shows     |
| 17  | 21. April 1979 | London            | England     | Royal Festival Hall              | 2 shows     |
| 18  | 25. April 1979 | London            | England     | Wembley Conference Centre        |             |
| 19  | 26. April 1979 | London            | England     | Wembley Conference Centre        |             |
| 20  | 28. April 1979 | London            | England     | Wembley Arena                    |             |
| 21  | 29. April 1979 | London            | England     | Wembley Arena                    |             |
| 22  | 2. Mai 1979    | London            | England     | Wembley Arena                    |             |
| 23  | 3. Mai 1979    | Birmingham        | England     | Odeon Theatre                    |             |
| 24  | 4. Mai 1979    | Manchester        | England     | King’s Hall at Belle Vue         |             |
| 25  | 6. Mai 1979    | Birmingham        | England     | National Exhibition Centre       |             |
| 26  | 7. Mai 1979    | Manchester        | England     | King’s Hall at Belle Vue         |             |

## Band
- Mike Oldfield – Gitarre
- Nico Ramsden – Gitarre
- Phil Beer – Gitarre, Gesang
- Pekka Pohjola – Bass
- Pierre Moerlen – Schlagzeug, Percussion
- Mike Frye – Percussion
- Benoit Moerlen – Percussion
- David Bedford – Percussion
- Ringo McDonough – Bodhrán
- Pete Lemer – Keyboard
- Tim Cross – Keyboard
- Maddy Prior – Gesang
- Ray Gay – Trompete
- Ralph Izen – Trompete
- Simo Salminen – Trompete
- Colin Moore – Trompete
- Sebastian Bell – Querflöte
- Chris Nicholls – Querflöte
- Richard Studt – Violine
- Benedict Cruft – Violine
- Elizabeth Edwards – Violine
- Jane Price – Violine
- Nichola Hurton – Violine
- Jonathan Kahan – Violine
- Donald McVay – Bratsche
- Pauline Mack – Bratsche
- Danny Daggers – Bratsche
- Melinda Daggers – Bratsche
- Liz Butler – Bratsche
- Ross Cohen – Bratsche
- Nigel Warren-Green – Violoncello
- Vanessa Park – Violoncello
- David Bucknall – Violoncello
- Jessica Ford – Violoncello
- Nick Worters – Kontrabass
- Joe Kirby – Kontrabass
- Debra Bronstein – Chorgesang
- Marigo Acheson – Chorgesang
- Emma Freud – Chorgesang
- Diana Coulson – Chorgesang
- Mary Elliott – Chorgesang
- Mary Creed – Chorgesang
- Cecily Hazell – Chorgesang
- Wendy Lampitt – Chorgesang
- Clara Harris – Chorgesang
- Emma Smith – Chorgesang
- Catherine Loewe – Chorgesang